# Interneuron

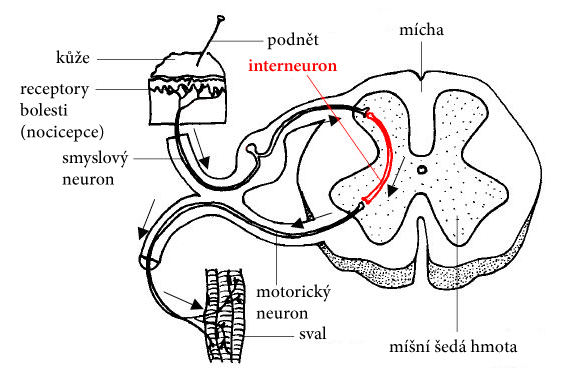
Interneuron jako součást reflexního oblouku

Interneuron je neuron zajišťující spojení a sjednocení nervového systému. Vytváří spojení mezi senzorickými neurony (aferentními) vedoucími impulsy ze senzorických receptorů do centrální nervové soustavy a motorickými neurony (eferentními) vedoucími impulzy z centrální nervové soustavy do vykonávajících orgánů (svaly a žlázy).

Termín interneuron je také používán pro neurony mozku a míchy, jejichž axony se pojí synapsemi pouze s okolními neurony, pro odlišení od neuronů projekčních, které promítají axony do více vzdálených oblastí mozku nebo míchy.

## Lokalizace a funkce
Lokalizace interneuronů je výhradně v centrální nervové soustavě, kde interneurony leží mezi neurony sensitivními a neurony motorickými. Díky spojení inteneuronů do sítí jsou tvořeny nervové dráhy. Mimo velkého počtu vzájemných propojení mezi sebou, má mnoho interneuronů také propojení přímo s anteriárními motoneurony, přičemž toto vnitřní propojení je zodpovědné za integrální funkci míchy. Interneurony tvoří 99,98% neuronů člověka, větvením výběžků, organizací a velikostí jsou velmi rozmanité, ovšem téměř všechny jsou multipolární.

Oproti anteriálním motoneuronům jsou tyto buňky jsou asi třicetkrát početnější, malé a vysoce vzrušivé, často vykazující samovolnou aktivitu a schopnost frekvence pálení tisícpětsetkrát za sekundu. 
Interneurony jsou vmezeřené v reflexních obloucích (základní organizační prvek centrální nervové soustavy), kde umožňují zpracování informací díky uspořádání v mozku a míše do neurálních okruhů. Toto uspořádání dává vznik komplikovanosti centrální nervové soustavy. Interneuron je vložen centrálně (uprostřed) mezi každý jednotlivý sensitivní neuron ležící dorsálně a motoneuron ležící ventrálně. Buněčná těla interneuronů leží většinou dorsálně od motoneuronů.
V míše se nachází mnoho rozdílných typů neurálních obvodů zajišťovaných interneurony, včetně obvodů konvergentních, divergentních a opakovaně pálících, přičemž tyto obvody mají funkci ve vykonávání specifických míšních reflexů. Pouze několik smyslových signálů míšních nervů nebo signálů z mozku končí přímo v anteriorních motoneuronech, skoro všechny tyto signály jsou prvně přenášeny interneurony, kde jsou tyto signály nejdříve odpovídajícím způsobem zpracovány. Kortikospinální dráha tedy končí ve většině případů na míšních interneuronech, kde jsou signály z tohoto traktu kombinovány se signály z ostatních míšních drah nebo míšních nervů, než jsou nakonec soustředěny na anteriorních motoneuronech pro kontrolu svalové funkce.

## Klasifikace
Interneurony mohou být klasifikovány jako excitační nebo inhibiční, na základě efektu na postsynaptickou membránu dalších neuronů.

### Inhibiční interneurony
Inhibiční interneurony potlačují činnost jiných nervových buněk. Příkladem může být myotatický (napínací) reflex. Kompenzace prodloužení jednoho souboru svalů /znamená kontrakci flexorů přes napínací (myotatický) reflex/ zároveň také vyžaduje uvolnění antagonistických svalů, extensorů. Kontrakce jednoho souboru svalů doprovázená relaxací svalů antagonistických je nazývána vzájemnou inhibicí. V případě natahovacího reflexu, dochází k vzájemné inhibici, protože jsou kolatelární větve axonů spojeny s inhibičními míšními interneurony, které jsou spojeny s alfa motoneurony antagonistických svalů. 

### Excitační interneurony
Příklad reflexu zprostředkovaného excitačními interneurony je ohýbací reflex. Ohýbací reflex je komplexní reflexní oblouk používaný pro únik končetiny z dosahu bolestivého podmětu. Tento reflex je mnohem pomalejší než myotatický reflex, což značí intervenci velkého počtu interneuronů mezi smyslovým podmětem a koordinovaným pohybem. Axony vedoucí signály bolesti vstupují do míchy a aktivují interneurony v několika různých místech. Tyto interneurony nakonec podráždí alfa motoneurony kontrolující všechny flexorové svaly postižené končetiny.

Interneurony mohou být dále klasifikovány dle umístění:

### Míšní interneurony
- 1a inhibiční neurony: nachází se v Lamina VII, zodpovědné za inhibici antagonistických motoneuronů.
- 1b inhibiční neurony: nachází se v Lamina V, VI, VII.

### Kortikální interneurony
- Interneurony obsahující parvalbumin
- Interneurony obsahující CCK (cholecystokinin)
- Interneurony obsahující VIP (vasoaktivní intestinální polypeptid)

### Cerebelární interneurony
- Interneurony molekulární vrstvy (košíčkové buňky, hvězdicovité buňky)
- Golgiho buňky
- Granulované buňky

## Renshawovy buňky
Renshawovy buňky jsou malé interneurony lokalizované v anteriárních rozích míchy v blízké asociaci s motoneurony. Prakticky ihned poté, co axon anteriárního motoneuronu opustí jeho tělo, kolaterály (kolaterální větve) tohoto axonu přechází na sousední Renshawovy buňky. Renshawovy buňky jsou inhibiční interneurony předávající inhibiční signál okolním motoneuronům. Stimulace každého motoneuronu tedy směřuje k inhibici okolních motoneuronů, přičemž tento jev nazýváme latelární inhibice. Pohybový systém užívá tuto laterální inhibici k zaměření nebo zaostření vlastních signálů stejnou cestou jakou používá senzorický systém (využívá stejného principu), aby se primární signál přenesl v nezmenšené míře požadovaným směrem a zároveň potlačuje tendenci signálu šířit se příčně. 